# Tomiño
Tomiño là một đô thị trong tỉnh Pontevedra, Galicia, Tây Ban Nha.
41°59′B 8°44′T / 41,983°B 8,733°T